# لوشنیه
لوشنیه (به آلبانیایی: Lushnjë) شهری در آلبانی است که در ناحیه لوشنیه واقع شده‌است.

## خواهرخوانده
شهر بریندیزی خواهرخواندهٔ لوشنیه هست.